# Người Jiye
Người Jiye là một nhóm dân tộc sống ở vùng đồi Kathangor ở bang Đông Equatoria, Nam Sudan. Họ nói một phương ngữ của tiếng Toposa.